# Kempynus maculatus
Kempynus maculatus is een insect uit de familie watergaasvliegen (Osmylidae), die tot de orde netvleugeligen (Neuroptera) behoort. 
Kempynus maculatus is voor het eerst wetenschappelijk beschreven door New in 1983. De soort komt voor in het oosten van Australië.